# Hagiographie

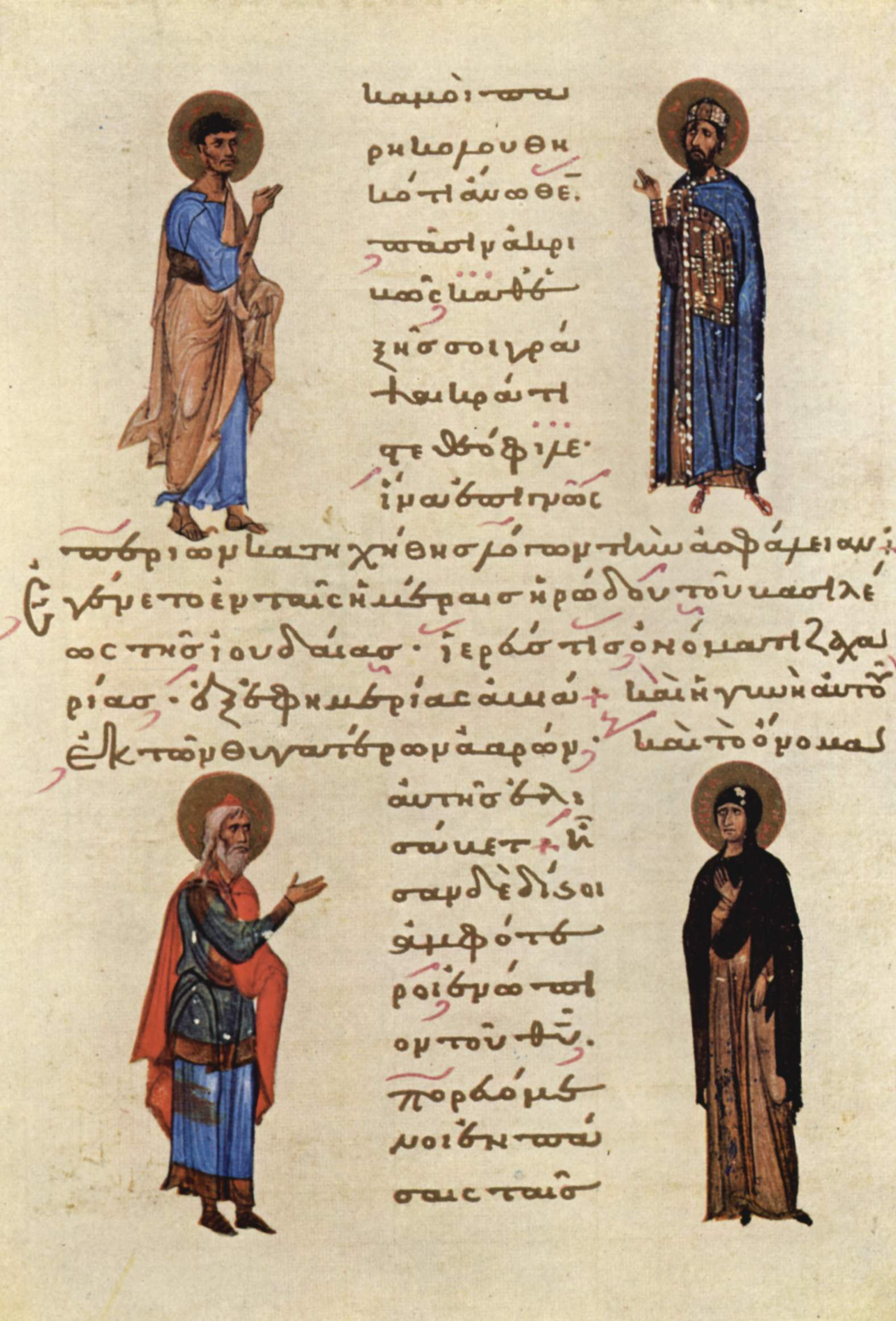
Manuscrit hagiographique byzantin.

L’hagiographie (du grec ancien ἅγιος / hágios, « saint », et γράφω / gráphô, « écrire ») est l'écriture de la vie et/ou de l'œuvre des saints. Pour un texte particulier, on ne parle que rarement d'« une hagiographie » (sauf dans le sens figuré), mais plutôt d'un texte hagiographique ou tout simplement d'une vie de saint. Le texte hagiographique étant destiné à être lu, soit lors de la prière chrétienne de la nuit (office des lectures) soit en public dans le cadre de la prédication, on lui donne souvent le nom de « légende » (du latin legenda, « ce qui doit être lu », terme utilisé dans son acception la plus littérale et non dans son sens péjoratif de récit dépourvu de tout enracinement dans l'histoire événementielle). Le glissement de sens opéré durant le XVIe siècle au terme légende qui désigne alors un « récit à caractère merveilleux où les faits historiques sont transformés par l'imagination populaire ou par l'invention poétique », résulte de la nécessité devant laquelle se sont trouvés beaucoup d'hagiographes médiévaux de fournir la matière destinée à alimenter le culte de saints personnages dont ils ignoraient à peu près tout.
Un texte hagiographique recouvre plusieurs genres littéraires parmi lesquels on compte en premier lieu la Vita, c'est-à-dire le récit biographique de la vie du saint. Une fresque à épisode est également une hagiographie, de même qu'une simple notice résumant la vie du bienheureux. Ces genres hésitent entre l'apologétique, l'édification (exemplarité de la vie du saint), la liturgie, si bien qu'il est vain d'envisager les récits hagiographiques sous le jour d'une biographie et de l'authenticité des faits.
L'écrivain, l'hagiographe n'a pas d'abord une démarche d'historien, surtout lorsque le genre hagiographique s'est déployé. Aussi les hagiographies anciennes sont parsemées de passages merveilleux à l'historicité douteuse. De plus, des typologies de saints existaient au Moyen Âge, ce qui a conduit les hagiographes à se conformer à ces modèles et à faire de nombreux emprunts à des récits antérieurs. L'hagiographie est ainsi un récit fortement stéréotypé dont la fonction pastorale est de servir à l'instruction et l'édification religieuse, mais qui peut avoir aussi une fonction normative, politique et de propagande religieuse. En effet, ces récits sont le fait des autorités ecclésiastiques commanditaires des hagiographies, entrant dans leur programme de persuasion des croyants comme des incroyants, mais aussi des métiers qui se dotent de patrons, des paroissiens qui se trouvent un saint protecteur, des communautés monastiques ou cathédrales en quête de légitimation de revendications de biens, de privilèges : ces micro sociétés s'organisent autour de la compréhension commune de ces textes (auteurs, lecteurs, copistes) mais l'absence de document historique indépendant à la littérature hagiographique ne peut pas toujours confirmer l'existence du saint. 
Les historiens ont longtemps jugé ces textes hagiographiques à l'aune de critères réducteurs et rétrospectifs pour discuter sur l'historicité des saints, alors que les études des historiens actuels portent plus sur les œuvres qu'ont suscité ces personnages littéraires et non sur le saint lui-même, dont la réalité historique reste inaccessible et qui demeure ce que Guy Philippart appelle un « saint de papier ». Ils mettent ainsi en évidence la qualité des textes hagiographiques qui, tout en étant marqués par la culture savante, sont une source de renseignements précieux sur l'histoire des mentalités, constituant « un extraordinaire gisement de culture populaire ».
Au sens plus large, l'hagiographie désigne l'étude de la littérature hagiographique et du culte des saints. Cette approche scientifique est parfois appelée « hagiologie », bien que la hagiologie englobe une notion plus large (l'étude des saints et/ou de la vénération des saints en général).
D'une manière plus polémique, on parle aussi d'hagiographie pour désigner un écrit (une biographie, l'analyse d'un système philosophique, etc.) trop favorable à son objet, c'est-à-dire manquant de recul et/ou ne laissant guère de place à la critique.

## Histoire

### Genre littéraire

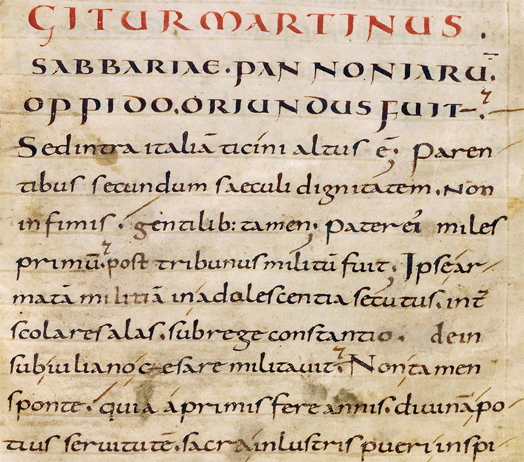
Page du manuscrit de la Vie de saint Martin par Sulpice-Sévère.

L'hagiographie est un important genre littéraire pendant le premier millénaire du christianisme. Dès les origines, ces textes hagiographiques ont une valeur d'exemplarité, mais aussi une dimension normative. Ils donnent des informations historiques tout en les mêlant à des légendes et des récits inspirés, souvent peuplés de merveilleux : les saints en effet sont réputés pour faire des miracles, ce qui a conduit le folkloriste Pierre Saintyves à considérer que les récits hagiographiques mettent en scène des saints qui ne sont que les successeurs des dieux du paganisme. C'est pour cette raison qu'ils sont aujourd'hui utilisés comme des sources historiques importantes pour l'histoire de l'Antiquité tardive et du Moyen Âge, d'autant plus que la littérature hagiographique fournit parfois une part substantielle de la documentation écrite de l'époque, voire l'unique, à côté de la littérature épistolaire. Cependant, le caractère apologétique des récits hagiographiques oblige l'historien à les utiliser avec beaucoup de prudence, comme le rappelle le bollandiste Hippolyte Delehaye dans son ouvrage critique Cinq leçons sur la méthode hagiographique.
Le genre hagiographique, appelé également hagiologie ou genre hagiologique au XVIIe siècle, se développe dès les débuts du christianisme. De très nombreux récits de martyres chrétiens des trois premiers siècles nous sont parvenus, en grec, en latin et dans plusieurs langues orientales. Dans cette abondante littérature hagiographique, la majorité des textes se soucient peu de vraisemblance historique, mais il en existe cependant de fiables, écrits peu après les événements qu'ils relatent ou d'après des témoignages contemporains. Écrits à date tardive, à partir du Ve siècle (c'est à cette époque que le genre hagiographique apparaît stricto sensu lorsque le culte des martyrs est légitimé par l'édit de Milan en 313), voire du VIIe siècle, ces textes utilisent « des récits stéréotypés et un fonds de lieux communs qui enlève toute personnalité, voire toute épaisseur historique, à celui dont elles font l'éloge, attestant tout au plus, dans certains cas, qu'il reçoit un culte à l'époque » où ils sont rédigés. Dans le domaine de langue grecque, où le genre est plus ancien et plus développé à haute époque, la Vie d'Antoine par l'évêque Athanase d'Alexandrie est un des textes les plus célèbres et les plus copiés ; les Vies des Pères du désert ont aussi exercé une forte influence. Dans le monde latin, on peut citer parmi les textes les plus anciens, la Vie de saint Paul l'Ermite, la Vie de saint Malchus le Moine captif et la Vie de saint Hilarion de Jérôme, traditionnellement considéré comme le fondateur de l'hagiographie en langue latine ; la Vie de Perpétue et Félicité et la Vie de saint Martin par Sulpice-Sévère sont également des textes réputés. Très vite, des recueils de vies de saints apparaissent, réunissant de nombreux textes : on peut mentionner les livres à la Gloire des martyrs (Liber in Gloria martyrum) et à la Gloire des confesseurs (Liber in Gloria confessorum) de Grégoire de Tours au VIe siècle, ces textes rejoignant assez rapidement les traditions de l'Antiquité grecque et romaine concernant la vie des hommes illustres et les panégyriques.
Après l'hagiographie monastique qui célèbre à travers des saints l'idéal de la communauté (ascèse, travail manuel, hospitalité, prière) pour promouvoir ce type de sainteté, se développe l'hagiographie épiscopale en lien avec l'établissement des évêchés (hagiographie s'appuyant sur le modèle des évêques fondateurs et évangélisateurs — voire martyrs) et l'hagiographie royale et dynastique. Le plus célèbre recueil hagiographique est probablement La Légende dorée (Legenda Aurea) du dominicain Jacques de Voragine, qui date du XIIIe siècle. D'autres recueils, inspirés par la Légende dorée, ont été largement répandus sous le nom de Flos sanctorum (es) (la fleur des saints), particulièrement en Catalogne où plusieurs manuscrits et imprimés sont probablement des œuvres franciscaines en raison de l'insertion de nouveaux saints de cet ordre. L'hagiographie dominicaine et franciscaine invente alors des modèles de vie de saints sous la forme d'exemplum à prêcher, leurs textes ayant une fonction homilétique mais aussi récréative avec de nombreuses anecdotes mises au service d'une catéchèse destinée aux fidèles. Le chanoine Étienne Delaruelle rappelle ainsi que la littérature hagiographique, d'abord destinée aux communautés religieuses, s'est diffusée dans le monde laïc où elle a servi progressivement d'auxiliaire au clergé local pour favoriser le culte des saints proposé à la piété populaire.
À partir du VIIIe siècle se pose la question de la réception de ces textes hagiographiques qui veulent toucher une population de plus en plus large. Les hagiographes manifestent alors un souci de conduire à une meilleure intelligibilité de leurs textes pour l'adapter aux compétences linguistiques du public visé.
Les XIe et XIIe siècles constituent la période privilégiée pour l'invention de corps saints : ce phénomène est ici la manifestation la plus visible, dans le domaine de l'hagiographie, de la reconstitution d'une structure ecclésiastique ferme ou de moments cruciaux pour les communautés monastiques, églises ou cathédrales. Ces inventions inspirées favorisent alors les pèlerinages ou leur permettent de « sortir de difficultés financières, de réaffirmer le pouvoir d'un évêque, de défendre le bien-fondé d'une réforme, etc. ».

### Approche critique des Bollandistes et de Mabillon
Contesté à partir du XVIe siècle en raison de la montée du protestantisme, qui refuse le culte des saints, le courant hagiographique s'est trouvé à la fois remis en cause, transformé et fortement ralenti, lorsqu’au XVIIe siècle, un groupe de jésuites, à la suite de Jean Bolland, commence une publication des vies de saints appelée Acta Sanctorum. Le travail des Bollandistes, qui est édité en 68 volumes est le point de départ de la critique historique de l’hagiographie. Cette méthodologie est également développée par le bénédictin de la congrégation de Saint-Maur Dom Mabillon, père de la diplomatique qui procède à une rigoureuse analyse critique des documents lorsqu'il rédige les Acta Sanctorum ordinis Sancti Benedicti (Vies des Saints de l'Ordre de saint Benoît). L'implantation de ces méthodes critiques dans l'Église est douloureuse et devient un problème particulièrement aigu sur le terrain historiographique lors de la crise moderniste qui voit les traditionalistes contester les travaux de Dom Mabillon et de ses collaborateurs, des bollandistes, et de Francesco Lanzoni (it), pionnier de l'hagiographie savante.
Cette approche critique explique que les textes hagiographiques modernes sont, en général, plus soucieux de vérité historique et insistent plus sur la profondeur spirituelle, l'audace missionnaire ou caritative du personnage que sur le merveilleux. Parallèlement, ce grand travail d'épuration critique de l'hagiographie médiévale a éveillé l'attention de la littérature populaire qui a repris les récits hagiographiques à son compte, pour en assurer une nouvelle diffusion à travers la science naissante du folklore au XIXe siècle. Pour les folkloristes, le légendaire sacré et hagiographique médiéval témoigne « de la survivance de croyances et de pratiques magiques païennes dont était créditée la mentalité primitive du peuple ».
L'Église d'aujourd'hui s'efforce, comme la critique historique, de démêler le vrai du légendaire et demeure au sujet des hagiographies dans une prudente réserve.

## Types de textes hagiographiques
En hagiographie classique, on distingue trois principaux types de textes (on utilise dans ce cas les termes latins correspondants) :
- Une vita est un texte exposant la vie d'un saint. La plus ancienne vie d'un saint est en général appelée vita prima.
- Un recueil de miracula (mot pluriel) rapporte les miracles accomplis par un saint, en particulier les guérisons censées s'être déroulées sur sa tombe.
- Une passio rapporte la manière dont un saint martyr a été exécuté ou tué, c'est-à-dire sa passion.

La littérature hagiographique contient d'autres recueils indépendants formant autant de sous-genres, tels les récits de translation ou d’invention de reliques.

### Exemples d'hagiographies
- Vie de saint Alexis, poème du VIe siècle
- Le Pré Spirituel de Jean Moschus, fin du VIe siècle[26]
- Actes des saints Nérée et Achillée, VIe siècle
- La Vie de saint Léger, Xe siècle
- La Légende dorée de Jacques de Voragine
- Vie de saint Denis, 1317
- Catalogus sanctorum et gestorum eorum de Pietro de' Natali, écrit de 1369 à 1372, publié pour la première fois en 1493 à Vicence.
- Acta Sanctorum, des Bollandistes, à partir de 1643
- Les Petits Bollandistes de Mgr Paul Guérin, 1865[27]

## Arts et littérature
La thématique de l'« hagiographie » apparaît dans Comédies françaises, un roman d’Éric Reinhardt publié en 2020 aux Éditions Gallimard, lors d'un chapitre ironique entièrement consacré à une « hagiographie » d'Ambroise Roux patron de la CGE, publiée en 1996 par Anne de Caumont. Comédies françaises, consacré au lobbying, est une fiction-enquête, évoquant comment il avait obtenu, deux décennies plus tôt, du président Valéry Giscard d'Estaing en 1974-1975, au début des surfacturations aux PTT, l'abandon du Plan Calcul, d'Unidata, de la Délégation générale à l'informatique, et du Réseau Cyclades.
Henri IV fera l'objet de plusieurs hagiographies, notamment en 1601 Labyrinthe royal de l'Hercule gaulois triomphant. Sur le suject des fortunes, batailles, victoires, trophées, triomphes, mariage & autres faicts héroïques & mémorables de très-auguste & très-chrestien prince. Henry IIII. roy de France, & de Navarre et en 1723 La Henriade de Voltaire.